# كينثيانا
كينثيانا (بالإنجليزية: Cynthiana, Kentucky)‏ هي مدينة تقع في مقاطعة هاريسون، كنتاكي بولاية كنتاكي في وسط جنوب شرق الولايات المتحدة. تأسست عام 1793، تبلغ مساحة هذه المدينة 8.7 (كم²)، وترتفع عن سطح البحر 224 م، بلغ عدد سكانها 6402 نسمة في عام 2010 حسب إحصاء مكتب تعداد الولايات المتحدة وتصل الكثافة السكانية فيها 723.4 نسمة/كم2.

## أعلام
- بيتي باريسو
- أورفيل هيكمان براوننج
- نيكولاس د. كولمان
- ويليام ماكيني
- هارفي ماكليلان
- جو بي. هال
- يوجين سميث

## وصلات خارجية
- cynthianaky.com
- The US50 - Cities and Towns in Kentucky State